# Morderstwo w zaułku
Morderstwo w zaułku (ang. Murder in the Mews lub Dead Man's Mirror) – zbiór opowiadań Agathy Christie wydany w 1937 roku. Głównym bohaterem historii jest Herkules Poirot, znany detektyw. W jednej z historii pojawia się również inspektor Japp.
Opowiadania:
- Morderstwo w zaułku
- Niewiarygodna kradzież
- Lustro nieboszczyka
- Trójkąt na Rodos